# Ululodes heterocerus
Ululodes heterocerus är en insektsart som beskrevs av Navás 1915. Ululodes heterocerus ingår i släktet Ululodes och familjen fjärilsländor. Inga underarter finns listade i Catalogue of Life.